# Макажой (тайп)
Макажой (чечен. Макажой) — один из старинных чеченских тайпов, который входит в чеберлоевцев.

## История
По преданию тайпа Макажой, их родоначальником был Турач, переселившийся в эти места из Нашхи.
Родовое селение Макажой находится к западу от озера Кезеной-Ам, где также расположены селения, самым крупным из которых является Макажой, которое чеберлоевцы издавна считают своей столицей.
По мнению чеченского учёного А. Сулейманова, топоним Макажой, и, соответственно, наименование тейпа Макажой связано с древним военным термином «макаж» — клинообразное построение воинов-копьеносцев во время атаки неприятельских войск. Такой клин двигался впереди атакующих войск, первым рассекал вражеские цепи, заходя в тыл врага, брал его в окружение и уничтожал. В Макажой входили самые отчаянные и физически выносливые воины.